# Enoplis
Els enoplis (Enoplia) és una subclasse de nematodes dins la classe Enoplea.

## Descripció
Els enoplis tenen els cos llis sense anells ni línies. L'esòfag és cilíndric i glandular.

## Taxonomia
Lorenzen va descriure dos ordres, Enoplida i Trefusiida en la dècada de 1980 basant-se en la seva morfologia. Amb l'arribada de l'anàlisi filogenètica es va reorganitzar la taxonomia i es van crear tres ordres.
Els ordres es distingeixen principalment pel tipus d'hàbitat.
- Enoplida Filipjev, 1929 – nematodes de vida marina i aigües salobroses
- Triplonchida Cobb, 1920 – nematodes terrestres incloent alguns paràsits de plantes
- Trefusiida Lorenzen, 1981